# Peraki Bay
Die Peraki Bay, früher auch Piraki Bay genannt, ist eine kleine Bucht auf der Südinsel von Neuseeland, die ihre Bedeutung erst durch George Hempleman erlangte. Hempleman betrieb dort eine Walfangstation und ihm wird zugesprochen, der erste deutschstämmige Siedler Neuseelands gewesen zu sein.

## Geografie
Die Bucht liegt am südlichen Rand der Banks Peninsula rund 14 km westlich vom Eingang des Akaroa Harbour entfernt. Die Bucht ist etwa 2 km lang und erstreckt sich in einem leichten Rechtsbogen in südwestliche Richtung dem Pazifischen Ozean entgegen.

## Geschichte
Bedeutung bekam die Peraki Bay ab dem Jahr 1835, als George Hempleman als Kapitän der Brigg Bee Walfänger von Sydney nach Neuseeland in die Bucht brachte. 1837 errichtete er dann eine Walfangstation und ließ sich mit seiner ersten Frau in der Bucht nieder, die dort auch beerdigt wurde. 1843 wurde die Walfangstation verkauft und Hempleman zog mit seiner zweiten Frau in die German Bay im Akaroa Harbour, heute Takamatua genannt.
In The Cyclopedia of New Zealand, Band 5 aus dem Jahr 1905 wird davon berichtet, dass seinerzeit noch tausende Walknochen, die in der Bucht herumlagen, von den Zeiten des Walfangs zeugten. Das Peraki Log, Hemplemans persönliche Aufzeichnungen, beschreiben u. a. seine Zeit, Lebensumstände und Ereignisse in der Bucht.
Hempleman zu Ehren wurde 1938 in der Bucht ein Denkmal errichtet.